# Giro d’Italia 2024/17. Etappe
Die 17. Etappe des Giro d’Italia 2024 fand am 22. Mai 2024 statt. Sie stellte die sechste und letzte Bergankunft der 107. Austragung des italienischen Etappenrennens dar. Die Strecke führte von Wolkenstein in Gröden über 159 Kilometer auf den Passo Brocon, der im Finale zweimal befahren werden musste. Das Ziel befand sich beim Skigebiet Ski Lagorai Funivie auf einer Höhe von 1610 Metern. Nach der Etappe hatten die Fahrer insgesamt 2673,2 Kilometer zurückgelegt, was 80,59 % der Gesamtdistanz entspricht. Die Organisatoren der Rundfahrt bewerteten die Schwierigkeit der Etappe mit fünf von fünf Sternen.
Der Etappensieg ging an den Deutschen Georg Steinhauser (EF Education-EasyPost), der sich als Ausreißer 34 Kilometer vor dem Ziel in der ersten Auffahrt des Passo Brocon absetzte. Platz zwei ging an den Slowenen Tadej Pogačar (UAE Team Emirates), der seine Führung in der Gesamtwertung weiter ausbaute.

## Streckenverlauf
Der neutralisierte Start erfolgte in Wolkenstein in Gröden auf dem Nivesplatz. Im Anschluss führte die Strecke auf der SS242 in Richtung Osten, ehe das Rennen bereits nach 1400 Metern freigegeben wurde.
Unmittelbar nach dem offiziellen Start befanden sich die Fahrer bereits in der Auffahrt zum Sellajoch (2244 m), der nach 8,9 Kilometern passiert wurde und eine durchschnittliche Steigung von 7,4 % aufwies. Auf der Passhöhe wurde die Cima Coppi abgenommen, ehe eine längere Abfahrt nach Canazei folgte. Die Fahrer befanden sich nun im Fassatal und fuhren leicht abschüssig über Moena nach Predazzo, wo bei Kilometer 46,7 der erste Zwischensprint ausgefahren wurde. Der Ort bildete zugleich den Ausgangspunkt des Anstiegs auf den Passo Rolle (1972 m), der mit einer Länge von 19,8 Kilometern und einer durchschnittlichen Steigung von 4,8 % als Bergwertung der 1. Kategorie klassifiziert worden war. Nachdem die Kuppe bei Kilometer 67,6 überquert worden war, ging es über San Martino di Castrozza nach Fiera di Primiero und Imer. Hier wurde der kleinere Passo di Gobbera (985 m) in Angriff genommen, der nach 100,4 Kilometern erreicht wurde und als Anstieg der 3. Kategorie galt. Nach einer kleinen Schlaufe über Zortea wurde in Canal San Bovo bei Kilometer 112 der zweite Zwischensprint ausgefahren, ehe das Finale mit der ersten Auffahrt auf den Passo Brocon (1615 m) eröffnet wurde.
Die erste Auffahrt auf den Passo Brocon erfolgte aus nördlicher Richtung, nachdem die Ponte su Vanoi di Canal San Bovo überquert worden war. Sie wies auf einer Länge von 13,3 Kilometern eine durchschnittliche Steigung von 6,5 % auf. Der Anstieg war als Bergwertung der 1. Kategorie klassifiziert worden und wurde 31,8 Kilometer vor dem Ziel überquert. Im Anschluss folgten 2500 flache Meter, ehe die Abfahrt beim Skigebiet Ski Lagorai Funivie begann. Auf der SP79 ging es nun bergab nach Castello Tesino und Pieve Tesino, wo 11,8 Kilometer vor dem Ziel der dritte Zwischensprint ausgefahren wurde. Die Fahrer bogen nun rechts in Val Malene ab, wo der Schlussanstieg begann. Dieser wies auf einer Länge von 11,8 Kilometern eine durchschnittliche Steigung von 6,6 % auf, wobei er in der zweiten Hälfte für drei Kilometer mit mehr als 10 % bergauf führte. Rund zwei Kilometer vor dem Ziel folgte ein kurzes Flachstück, ehe die Straße wieder deutlich anstieg und zum Ziel beim Skigebiet Ski Lagorai Funivie (1610 m) führte. Obwohl die Schlusssteigung bei der zweiten Auffahrt nicht über die Passhöhe des Passo Brocon führte, trug die Bergwertung der 1. Kategorie dessen Namen.
|                            | Ort                                | Kilometer | Länge (km) | Höhe (m) | Ø Steigung | max. Steigung |
| -------------------------- | ---------------------------------- | --------- | ---------- | -------- | ---------- | ------------- |
| neutralisierter Start      | Wolkenstein in Gröden (Nivesplatz) | −1,4      |            |          |            |               |
| offizieller Start          | Wolkenstein in Gröden (SS242)      | 0         |            |          |            |               |
| Bergwertung (Cima Coppi)   | Sellajoch                          | 53,4      | 8,9        | 2244     | 7,4 %      | 11 %          |
| Zwischensprint (S)         | Predazzo                           | 46,7      |            |          |            |               |
| Bergwertung (1. Kategorie) | Passo Rolle                        | 67,6      | 19,8       | 1972     | 4,8 %      | 10 %          |
| Bergwertung (3. Kategorie) | Passo di Gobbera                   | 100,4     |            | 985      |            |               |
| Zwischensprint (I)         | Canal San Bovo                     | 112       |            |          |            |               |
| Bergwertung (2. Kategorie) | Passo Brocon                       | 127,2     | 13,3       | 1615     | 6,5 %      | 12 %          |
| Zwischensprint (S)         | Pieve Tesino                       | 147,2     |            |          |            |               |
| Bergwertung (1. Kategorie) | Passo Brocon (Ski Lagorai Funivie) | 159       | 11,8       | 1610     | 6,6 %      | 13 %          |
| Ziel                       | Passo Brocon (Ski Lagorai Funivie) | 159       |            |          |            |               |

## Rennverlauf
Nach dem Start zerfiel das Hauptfeld im Anstieg des Passo Sella. Im Sprint um die Cima Coppi setzte sich Giulio Pellizzari (VF Group-Bardiani CSF-Faizanè) vor Nairo Quintana (Movistar) durch. In der anschließenden Abfahrt lösten sich mit Amanuel Ghebreigzabhier (Lidl-Trek) und Julian Alaphilippe (Soudal Quick-Step) zwei Fahrer vom Hauptfeld, in dem sich zu diesem Zeitpunkt nur noch rund 20 Fahrer befanden. Nachdem Canazei erreicht worden war, kam es zu weiteren Angriffen im Hauptfeld, zu dem mehrere zuvor abgehängte Fahrer aufschlossen. Es bildete sich eine acht Fahrer umfassende Spitzengruppe in der Damiano Caruso (Bahrain Victorious), Nairo Quintana, Julian Alaphilippe, Georg Steinhauser (EF Education-EasyPost), Marco Frigo (Israel-Premier Tech), Amanuel Ghebreigzabhier, Giulio Pellizzari und Davide Ballerini (Astana Qazaqstan) vertreten waren. Beim ersten Zwischensprint in Predazzo betrug der Vorsprung der Ausreißer rund eineinhalb Minuten. Davide Ballerini sicherte sich vor Julian Alaphilippe die meisten Punkte.
Auf den ersten Kilometern des Passo Rolle schlossen auch Attila Valter (Visma-Lease a Bike) und Nicola Conci (Alpecin-Deceuninck) zu der Spitzengruppe auf. Das Duo hatte sich noch vor dem ersten Zwischensprint vom Hauptfeld abgesetzt. Giulio Pellizzari holte sich auf der Passhöhe die meisten Punkte im Kampf um die Bergwertung und rückte somit in der Sonderwertung auf den zweiten Rang vor. Der Vorsprung der Spitzengruppe betrug zu diesem Zeitpunkt jedoch weniger als eine Minute, da die dsm-firmenich PostNL-Mannschaft das Tempo im Hauptfeld forciert hatte. In der Abfahrt vom Passo Rolle zerfiel das Hauptfeld aufgrund der nassen Straßen erneut. Im Anstieg des Passo di Gobbera griff Romain Bardet (dsm-firmenich PostNL) mit seinem Teamkollegen Kevin Vermaerke an und schloss mit den anderen Gesamtklassement-Fahrern zu der Spitzengruppe auf. Nachdem Kevin Vermaerke nach getaner Arbeit zurückfiel, griff Amanuel Ghebreigzabhier erneut an und überquerte die Passhöhe mit einem kleinen Vorsprung. Dahinter sicherte sich Giulio Pellizzari hinter Georg Steinhauser zwei Punkte. Im Anschluss schloss Georg Steinhauser zu dem führenden Amanuel Ghebreigzabhier auf, der beim zweiten Zwischensprint, dem Intergiro, die meisten Punkte holte. Die beiden erreichten die erste Auffahrt des Passo Brocon mit einem Vorsprung von rund 30 Sekunden, ehe sich Georg Steinhauser im oberen Teil des Anstiegs von seinem Begleiter absetzte und mit einem Vorsprung von rund 20 Sekunden über die Passhöhe fuhr. Das Hauptfeld lag zu diesem Zeitpunkt etwa zwei Minuten zurück.
Beim dritten Zwischensprint betrug der Vorsprung von Georg Steinhauser auf Amanuel Ghebreigzabhier bereits eine halbe Minute. Die Gruppe um den gesamtführenden Tadej Pogačar (UAE Team Emirates) lag bereits zweieinhalb Minuten zurück. Im Schlussanstieg behauptete Georg Steinhauser seinen Vorsprung und gewann die letzte Bergankunft der 107. Austragung. Dahinter forcierten die Ineos Grenadiers das Tempo, wobei Thymen Arensman (Ineos Grenadiers) nach einem Angriff von Daniel Felipe Martínez (Bora-hansgrohe) zurückfiel. Auch der Gesamtvierte Ben O’Connor (Decathlon AG2R La Mondiale) wurde bereits rund fünf Kilometer vor dem Ziel abgehängt. Im Finale löste sich Tadej Pogačar von den anderen Gesamtklassement-Fahrern und erreichte das Ziel als Zweiter mit einem Rückstand von einer Minute und 24 Sekunden. 18 Sekunden dahinter führte Antonio Tiberi (Bahrain Victorious) eine fünf Fahrer umfassende Gruppe über den Zielstrich, in der auch Geraint Thomas (Ineos Grenadiers), Daniel Felipe Martínez, Einer Rubio (Movistar) und Romain Bardet vertreten waren. Mit weiteren 13 Sekunden Rückstand erreichte Thymen Arensman gemeinsam mit Jan Hirt (Soudal Quick-Step) und Rafał Majka (UAE Team Emirates) das Ziel und büßte so wertvolle Sekunden im Kampf um das Weiße Trikot ein. Ben O’Connor wies einen Rückstand von zwei Minuten und 23 Sekunden auf den Etappensieger auf.
In der Gesamtwertung baute Tadej Pogačar seinen Vorsprung auf sieben Minuten und 42 Sekunden aus. Dahinter folgen weiterhin Daniel Felipe Martínez und Geraint Thomas, die nur 22 Sekunden trennten. Ben O’Connor verteidigte zwar seinen vierten Gesamtrang liegt, ihm fehlten nun jedoch bereits eine Minute und 43 Sekunden auf das Podium. Antonio Tiberi folgte auf dem fünften Gesamtrang und lag im Kampf um die Nachwuchswertung 41 Sekunden vor Thymen Arensman. Hinter Romain Bardet verbesserte sich Einer Rubio auf den achten Gesamtrang, während Filippo Zana (Jayco AlUla) auf den neunten Platz abrutschte. In der Bergwertung führte weiterhin Tadej Pogačar, der nun einen Vorsprung von 82 Punkten auf Giulio Pellizzari aufwies. Jonathan Milan (Lidl-Trek) erreichte das Ziel im vorgegebenen Zeitlimit und führte so weiterhin die Punktewertung an. In der Mannschaftswertung lag das Decathlon AG2R La Mondiale Team an der Spitze. Mit David Dekker (Arkéa-B&B Hotels) gab es während der Etappe nur eine Aufgabe, womit noch 145 Fahrer im Rennen verblieben.

## Ergebnis
| \| Etappenergebnis \| Etappenergebnis \| Etappenergebnis \| Etappenergebnis \| Etappenergebnis \| \| Fahrer \| Fahrer \| Land \| Team \| Zeit \| \| --------------- \| ---------------------- \| ---------------------- \| ------------------------- \| --------------- \| \| 1. \| Georg Steinhauser \| Deutschland \| EF Education-EasyPost \| 4 h 28 min 51 s \| \| 2. \| Tadej Pogačar \| Slowenien \| UAE Team Emirates \| + 1 min 24 s \| \| 3. \| Antonio Tiberi \| Italien \| Bahrain Victorious \| + 1 min 42 s \| \| 4. \| Geraint Thomas \| Vereinigtes Königreich \| Ineos Grenadiers \| + 1 min 42 s \| \| 5. \| Daniel Felipe Martínez \| Kolumbien \| Bora-Hansgrohe \| + 1 min 42 s \| \| 6. \| Einer Rubio \| Kolumbien \| Movistar Team \| + 1 min 42 s \| \| 7. \| Romain Bardet \| Frankreich \| Team dsm-firmenich PostNL \| + 1 min 42 s \| \| 8. \| Thymen Arensman \| Niederlande \| Ineos Grenadiers \| + 1 min 55 s \| \| 9. \| Jan Hirt \| Tschechien \| Soudal Quick-Step \| + 1 min 55 s \| \| 10. \| Rafał Majka \| Polen \| UAE Team Emirates \| + 1 min 55 s \| |                        |                        |                           |                 |
| |                        |                        |                           |                 |
| Quellen: ProCyclingStats Cycling Quotient |                        |                        |                           |                 |
| Etappenergebnis |                        |                        |                           |                 |
| Fahrer | Fahrer                 | Land                   | Team                      | Zeit            |
| 1. | Georg Steinhauser      | Deutschland            | EF Education-EasyPost     | 4 h 28 min 51 s |
| 2. | Tadej Pogačar          | Slowenien              | UAE Team Emirates         | + 1 min 24 s    |
| 3. | Antonio Tiberi         | Italien                | Bahrain Victorious        | + 1 min 42 s    |
| 4. | Geraint Thomas         | Vereinigtes Königreich | Ineos Grenadiers          | + 1 min 42 s    |
| 5. | Daniel Felipe Martínez | Kolumbien              | Bora-Hansgrohe            | + 1 min 42 s    |
| 6. | Einer Rubio            | Kolumbien              | Movistar Team             | + 1 min 42 s    |
| 7. | Romain Bardet          | Frankreich             | Team dsm-firmenich PostNL | + 1 min 42 s    |
| 8. | Thymen Arensman        | Niederlande            | Ineos Grenadiers          | + 1 min 55 s    |
| 9. | Jan Hirt               | Tschechien             | Soudal Quick-Step         | + 1 min 55 s    |
| 10. | Rafał Majka            | Polen                  | UAE Team Emirates         | + 1 min 55 s    |

## Gesamtstände
| \| Gesamtwertung \| Gesamtwertung \| Gesamtwertung \| Gesamtwertung \| Gesamtwertung \| \| Fahrer \| Fahrer \| Land \| Team \| Zeit \| \| ------------- \| ---------------------- \| ---------------------- \| -------------------------- \| ---------------- \| \| 1. \| Tadej Pogačar \| Slowenien \| UAE Team Emirates \| 63 h 31 min 18 s \| \| 2. \| Daniel Felipe Martínez \| Kolumbien \| Bora-Hansgrohe \| + 7 min 42 s \| \| 3. \| Geraint Thomas \| Vereinigtes Königreich \| Ineos Grenadiers \| + 8 min 04 s \| \| 4. \| Ben O’Connor \| Australien \| Decathlon-AG2R La Mondiale \| + 9 min 47 s \| \| 5. \| Antonio Tiberi \| Italien \| Bahrain Victorious \| + 10 min 29 s \| \| 6. \| Thymen Arensman \| Niederlande \| Ineos Grenadiers \| + 11 min 10 s \| \| 7. \| Romain Bardet \| Frankreich \| Team dsm-firmenich PostNL \| + 12 min 42 s \| \| 8. \| Einer Rubio \| Kolumbien \| Movistar Team \| + 13 min 33 s \| \| 9. \| Filippo Zana \| Italien \| Team Jayco AlUla \| + 13 min 52 s \| \| 10. \| Jan Hirt \| Tschechien \| Soudal Quick-Step \| + 14 min 44 s \| |                        |                        |                            |                  |
| |                        |                        |                            |                  |
| Quellen: ProCyclingStats Cycling Quotient |                        |                        |                            |                  |
| Gesamtwertung |                        |                        |                            |                  |
| Fahrer | Fahrer                 | Land                   | Team                       | Zeit             |
| 1. | Tadej Pogačar          | Slowenien              | UAE Team Emirates          | 63 h 31 min 18 s |
| 2. | Daniel Felipe Martínez | Kolumbien              | Bora-Hansgrohe             | + 7 min 42 s     |
| 3. | Geraint Thomas         | Vereinigtes Königreich | Ineos Grenadiers           | + 8 min 04 s     |
| 4. | Ben O’Connor           | Australien             | Decathlon-AG2R La Mondiale | + 9 min 47 s     |
| 5. | Antonio Tiberi         | Italien                | Bahrain Victorious         | + 10 min 29 s    |
| 6. | Thymen Arensman        | Niederlande            | Ineos Grenadiers           | + 11 min 10 s    |
| 7. | Romain Bardet          | Frankreich             | Team dsm-firmenich PostNL  | + 12 min 42 s    |
| 8. | Einer Rubio            | Kolumbien              | Movistar Team              | + 13 min 33 s    |
| 9. | Filippo Zana           | Italien                | Team Jayco AlUla           | + 13 min 52 s    |
| 10. | Jan Hirt               | Tschechien             | Soudal Quick-Step          | + 14 min 44 s    |

| Punktewertung | Punktewertung      | Punktewertung | Punktewertung                 | Punktewertung |
| Fahrer        | Fahrer             | Land          | Team                          | Punkte        |
| ------------- | ------------------ | ------------- | ----------------------------- | ------------- |
| 1.            | Jonathan Milan     | Italien       | Lidl-Trek                     | 284 P.        |
| 2.            | Kaden Groves       | Australien    | Alpecin-Deceuninck            | 175 P.        |
| 3.            | Julian Alaphilippe | Frankreich    | Soudal Quick-Step             | 113 P.        |
| 4.            | Tadej Pogačar      | Slowenien     | UAE Team Emirates             | 111 P.        |
| 5.            | Filippo Fiorelli   | Italien       | VF Group-Bardiani CSF-Faizanè | 98 P.         |
| 6.            | Tim Merlier        | Belgien       | Soudal Quick-Step             | 93 P.         |
| 7.            | Andrea Pietrobon   | Italien       | Team Polti Kometa             | 91 P.         |
| 8.            | Jhonatan Narváez   | Ecuador       | Ineos Grenadiers              | 66 P.         |
| 9.            | Davide Ballerini   | Italien       | Astana Qazaqstan Team         | 63 P.         |
| 10.           | Mirco Maestri      | Italien       | Team Polti Kometa             | 58 P.         |

| Bergwertung | Bergwertung            | Bergwertung | Bergwertung                   | Bergwertung |
| Fahrer      | Fahrer                 | Land        | Team                          | Punkte      |
| ----------- | ---------------------- | ----------- | ----------------------------- | ----------- |
| 1.          | Tadej Pogačar          | Slowenien   | UAE Team Emirates             | 230 P.      |
| 2.          | Giulio Pellizzari      | Italien     | VF Group-Bardiani CSF-Faizanè | 148 P.      |
| 3.          | Georg Steinhauser      | Deutschland | EF Education-EasyPost         | 130 P.      |
| 4.          | Nairo Quintana         | Kolumbien   | Movistar Team                 | 114 P.      |
| 5.          | Christian Scaroni      | Italien     | Astana Qazaqstan Team         | 92 P.       |
| 6.          | Simon Geschke          | Deutschland | Cofidis                       | 78 P.       |
| 7.          | Julian Alaphilippe     | Frankreich  | Soudal Quick-Step             | 77 P.       |
| 8.          | Daniel Felipe Martínez | Kolumbien   | Bora-Hansgrohe                | 72 P.       |
| 9.          | Valentin Paret-Peintre | Frankreich  | Decathlon-AG2R La Mondiale    | 55 P.       |
| 10.         | Romain Bardet          | Frankreich  | Team dsm-firmenich PostNL     | 47 P.       |

| Nachwuchswertung | Nachwuchswertung       | Nachwuchswertung   | Nachwuchswertung           | Nachwuchswertung  |
| Fahrer           | Fahrer                 | Land               | Team                       | Zeit              |
| ---------------- | ---------------------- | ------------------ | -------------------------- | ----------------- |
| 1.               | Antonio Tiberi         | Italien            | Bahrain Victorious         | 63 h 41 min 47 s  |
| 2.               | Thymen Arensman        | Niederlande        | Ineos Grenadiers           | + 41 s            |
| 3.               | Filippo Zana           | Italien            | Team Jayco AlUla           | + 3 min 23 s      |
| 4.               | Davide Piganzoli       | Italien            | Team Polti Kometa          | + 12 min 09 s     |
| 5.               | Valentin Paret-Peintre | Frankreich         | Decathlon-AG2R La Mondiale | + 30 min 43 s     |
| 6.               | Alex Baudin            | Frankreich         | Decathlon-AG2R La Mondiale | + 40 min 14 s     |
| 7.               | Giovanni Aleotti       | Italien            | Bora-Hansgrohe             | + 47 min 24 s     |
| 8.               | Kevin Vermaerke        | Vereinigte Staaten | Team dsm-firmenich PostNL  | + 55 min 31 s     |
| 9.               | Edoardo Zambanini      | Italien            | Bahrain Victorious         | + 1 h 02 min 20 s |
| 10.              | Mauri Vansevenant      | Belgien            | Soudal Quick-Step          | + 1 h 02 min 50 s |

| Mannschaftswertung | Mannschaftswertung            | Mannschaftswertung           | Mannschaftswertung |
| Team               | Team                          | Land                         | Zeit               |
| ------------------ | ----------------------------- | ---------------------------- | ------------------ |
| 1.                 | Decathlon-AG2R La Mondiale    | Frankreich                   | 191 h 23 min 01 s  |
| 2.                 | Ineos Grenadiers              | Vereinigtes Königreich       | + 16 min 46 s      |
| 3.                 | UAE Team Emirates             | Vereinigte Arabische Emirate | + 34 min 11 s      |
| 4.                 | Bahrain Victorious            | Bahrain                      | + 1 h 00 min 28 s  |
| 5.                 | Team dsm-firmenich PostNL     | Niederlande                  | + 1 h 16 min 22 s  |
| 6.                 | Astana Qazaqstan Team         | Kasachstan                   | + 1 h 17 min 07 s  |
| 7.                 | Movistar Team                 | Spanien                      | + 1 h 33 min 36 s  |
| 8.                 | Bora-Hansgrohe                | Deutschland                  | + 1 h 42 min 41 s  |
| 9.                 | VF Group-Bardiani CSF-Faizané | Italien                      | + 1 h 55 min 52 s  |
| 10.                | Soudal Quick-Step             | Belgien                      | + 2 h 02 min 07 s  |

## Ausgeschiedene Fahrer
- David Dekker (Arkéa-B&B Hotels): gab die Etappe auf[4]